# Mickaël Furnon
Pour les articles homonymes, voir Mickey et Furnon.
 (novembre 2009).
Si vous disposez d'ouvrages ou d'articles de référence ou si vous connaissez des sites web de qualité traitant du thème abordé ici, merci de compléter l'article en donnant les références utiles à sa vérifiabilité et en les liant à la section « Notes et références ».
Mickaël Furnon est un auteur-compositeur-interprète et guitariste français né le 31 juillet 1970 à Saint-Étienne. 
Leader du groupe Mickey 3D, il est également connu sous le surnom Mickey, qui a donné son nom au groupe, ou sous le pseudonyme Mick est tout seul pour certaines productions solo.

## Biographie
Ce fan des Cure se lance dans la musique en 1988 dans la formation 3dK, avec laquelle il va chanter pendant dix ans dans tous les bars des régions stéphanoise et lyonnaise. Habitant la commune de Montbrison, il est, en parallèle avec les débuts de sa carrière musicale, surveillant au collège Mario-Meunier de cette ville.
C'est en 1996 qu'il lance le projet Mickey 3D avec lequel il connaît le succès, et qui lui permet de créer son propre label Moumkine Music. 
On le retrouve également à l'occasion dans la confidentielle formation hardcore NopaJam.
En 2007, il sort un premier album solo sous le pseudonyme de Mick est tout seul. Auteur-compositeur prolifique, il part du constat qu'« entre deux disques de Mickey 3D, certaines chansons se perdent dans la nature, autant les retenir et les faire exister ».

## Discographie

### En solo (Mick est tout seul)

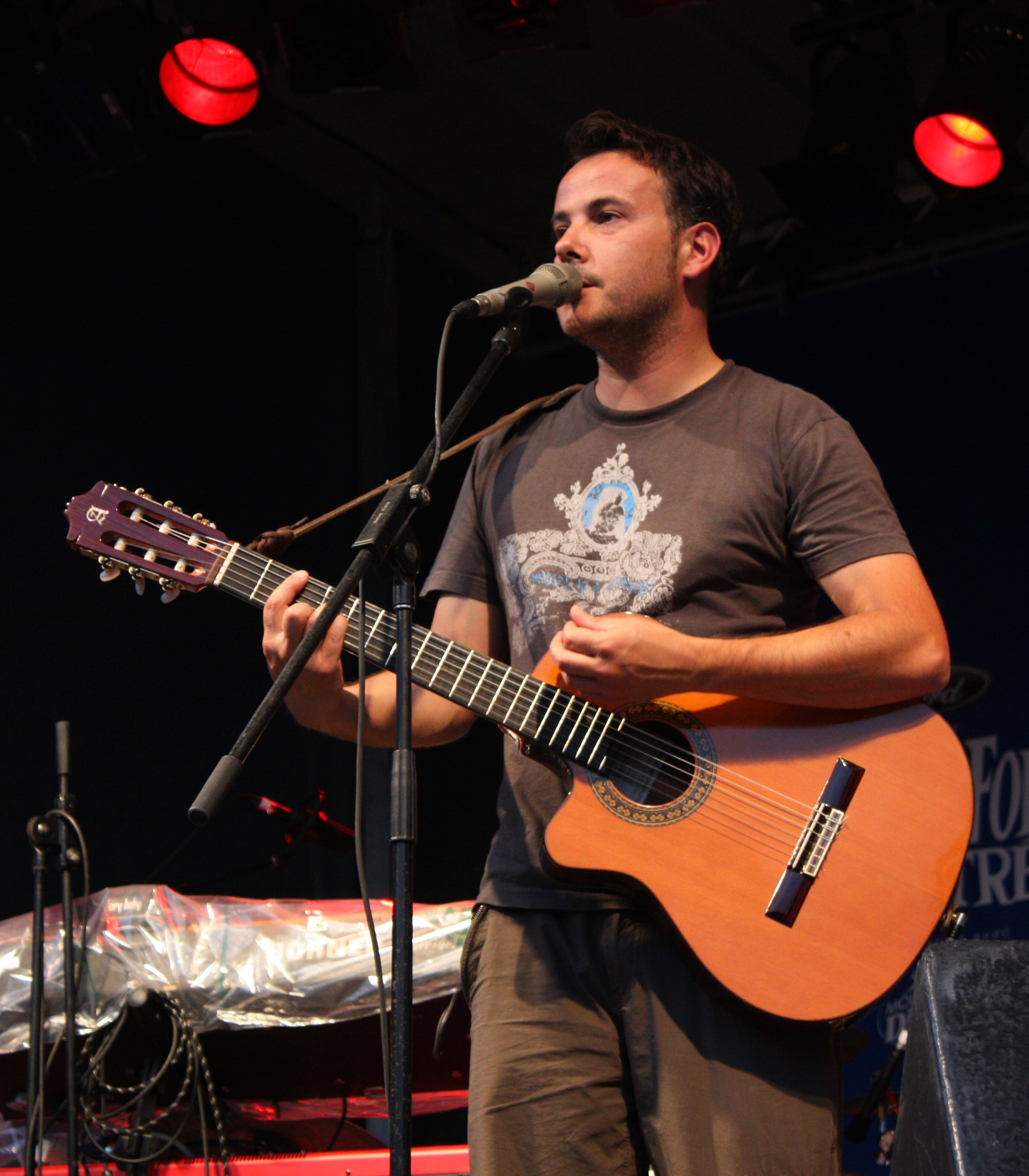
Mickaël Furnon en solo aux FrancoFolies de Montréal en 2008.

- 12 mars 2007 : Les Chansons perdues (Virgin/Moumkine Music)

### En groupe

#### Avec 3dK
- 1995 : Imminent Revolution Act
- 1997 : KoanZen
- 1998 : Play Station

#### Avec Mickey 3d
Albums:
- 1998 : Mistigri Torture (réédité par Virgin en 2000)
- 2001 : La Trêve
- 2003 : Tu vas pas mourir de rire
- 2004 : Live à Saint-Étienne
- 2005 : Matador
- 2009 : La Grande Évasion
- 2016 : Sebolavy
- 2023 : Nous étions des humains

#### Avec NopaJam
- 2005 : Glamour

### Contributions
Mickaël Furnon a aussi collaboré avec de nombreux artistes pour lesquels il a écrit des chansons et parfois chanté en duo avec eux.
- 2002 : J'ai demandé à la lune - chanson écrite et composée pour l'album Paradize d'Indochine
- 2003 : Paresse - duo avec Yvan Marc sur son album La Cuisine
- 2004 : Je m'appelle Jane - chanson écrite, composée et interprétée en duo avec Jane Birkin sur son album Rendez-vous
- 2004 : Oscar de la Hoya - texte écrit et interprété en duo avec Captain K.Verne sur leur album D'You Like Lamb Dude ?
- 2005 : Mise à nu - texte écrit pour Pauline Croze, le premier album de la chanteuse éponyme
- 2005 : Les Jardins sauvages - musique composée pour l'album Scandale mélancolique d'Hubert-Félix Thiéfaine
- 2006 : Un peu après minuit - texte écrit et interprété en duo avec Ginger Ale sur leur album Daggers Drawn
- 2006 : Elvis avait l'air d'un ange, La Chanson des adieux et Ode à Dick - chansons écrites et composées pour Dick Rivers, album du chanteur éponyme
- 2007 : Dimanche en décembre - chanson écrite pour l'album Eldorado de Stephan Eicher
- 2007 : La Chanteuse - chanson composée pour l'album Coupés bien net et bien carré de Sandrine Kiberlain
- 2008 : J'suis conne, Adieu Baïkonour et Secret défense - chansons écrites (ou coécrites) pour l'album Le Chemin de la maison d'Emma Daumas
- 2008 : Arrêtons tous les blablas - générique de fin du film Mia et le Migou
- 2009 : Le Fils caché du pape - chanson composée pour l'album La Belle Étoile de Babylon Circus
- 2009 : Où vont les cons - chanson écrite et interprétée avec Bikini Machine pour leur album The Full Album
- 2010 : On demande pas la lune - adaptation (paroles) de J'ai demandé à la lune pour Les Enfoirés
- 2011 : Schizophrène - chanson écrite pour Ycare sur l'album Lumière noire
- 2013 : 'Au-delà - chanson écrite et composée pour l'album Love Songs de Vanessa Paradis
- 2013 : Satanée question en duo avec Nicolas Peyrac sur son album Et nous voilà !
- 2013 : Gamine - chanson écrite et composée pour l'album Recto verso de Zaz
- 2017 : La vie est belle - chanson composée pour l'album 13 d'Indochine.
- 2018 : Tout recommencer - chanson composée pour Patrick Bruel.
- 2018 : Montevideo - chanson sur En amont, album posthume d'Alain Bashung